# Меро (Луїзіана)
Меро (англ. Meraux) — переписна місцевість (CDP) в США, в окрузі Сент-Бернард штату Луїзіана. Населення — 6804 особи (2020).

## Географія
Меро розташоване за координатами 29°55′39″ пн. ш. 89°55′9″ зх. д. / 29.92750° пн. ш. 89.91917° зх. д. (29.927570, -89.919270).  За даними Бюро перепису населення США в 2010 році переписна місцевість мала площу 12,47 км², з яких 10,76 км² — суходіл та 1,72 км² — водойми.

## Демографія
Згідно з переписом 2010 року, у переписній місцевості мешкало 5816 осіб у 1994 домогосподарствах у складі 1535 родин. Густота населення становила 466 осіб/км².  Було 2400 помешкань (192/км²).
Расовий склад населення:
| - 82,0 % — білих - 10,6 % — чорних або афроамериканців - 1,7 % — азіатів - 0,8 % — корінних американців - 0,1 % — вихідців з тихоокеанських островів - 2,3 % — осіб інших рас |

До двох чи більше рас належало 2,5 %. Частка іспаномовних становила 7,9 % від усіх жителів.
За віковим діапазоном населення розподілялося таким чином: 27,9 % — особи молодші 18 років, 65,5 % — особи у віці 18—64 років, 6,6 % — особи у віці 65 років та старші. Медіана віку мешканця становила 31,7 року. На 100 осіб жіночої статі у переписній місцевості припадало 101,5 чоловіків;  на 100 жінок у віці від 18 років та старших — 102,0 чоловіків також старших 18 років.
Середній дохід на одне домашнє господарство  становив 71 732 долари США (медіана — 66 087), а середній дохід на одну сім'ю — 75 931 долар (медіана — 70 972). Медіана доходів становила 50 239 доларів для чоловіків та 36 483 долари для жінок. За межею бідності перебувало 7,9 % осіб, у тому числі 11,1 % дітей у віці до 18 років та 2,7 % осіб у віці 65 років та старших.
Цивільне працевлаштоване населення становило 2866 осіб. Основні галузі зайнятості: освіта, охорона здоров'я та соціальна допомога — 20,1 %, будівництво — 15,3 %, виробництво — 12,6 %, науковці, спеціалісти, менеджери — 11,0 %.